# Калужский областной колледж культуры и искусств
Калужский областной колледж культуры и искусств — государственное бюджетное учреждение средне-специального образования, расположенное в Калуге. Открыт 1 ноября 1947 года в качестве Калужской областной культурно-просветительской школы.
Располагается по адресу улица Суворова, дом 143.

## История
Согласно распоряжению Совета Министров РСФСР от 11.08.1947 г. № 1890-р на основании решения исполнительного комитета Калужского областного Совета депутатов трудящихся от 22.09.1947 г. № 52-1110 была основана Калужская областная культурно-просветительская школа. Задачей данного учебного заведения являлась подготовка кадров работников культуры для всей Калужской области. Открытие образовательного учреждения состоялось 1 ноября 1947 года. Первым директором являлся Григорий Федосеевич Семилит.
В июне 1950 года состоялся первый выпуск. 90 специалистов приступили к работе в районных отделах и Домах культуры, а также в аппарате управления культуры Калужской области.
В 1992 году на базе училища культуры и искусств была основана «Детская школа искусств», на ней студенты проходят учебную практику.
Название учебного заведения несколько раз изменялось:
- 1947—1969 гг. — Калужская областная культурно-просветительная школа;
- 1970—1989 гг. — Калужское областное культурно-просветительное училище;
- 1989—1991 гг. — Калужское областное училище культуры;
- 1992—2004 гг. — Калужский областной колледж культуры;
- 2004—2012 гг. — Государственное образовательное учреждение среднего профессионального образования «Калужское областное училище культуры и искусств»;
- 2012—2016 гг. — Государственное бюджетное образовательное учреждение среднего профессионального образования Калужской области «Калужский областной колледж культуры и искусств»;
- С 2016 г. — Государственное бюджетное профессиональное образовательное учреждение Калужской области «Калужский областной колледж культуры и искусств»[3]>.

За всю историю образовательная организация подготовила более 10 тысяч квалифицированных кадров.

## Образование
В колледже осуществляется обучение по таким программам, как народное художественное творчество, живопись, декоративно-прикладное искусство и народные промыслы, дизайн, музыкальное устройство эстрады, социально-культурная деятельность, сольное и хоровое пение, социально-культурная деятельность, фото и- видеотворчество.

## Общежитие
Общежитие колледжа находится по адресу Тульский переулок, дом 10. В 5-этажном здании проживает около 100 студентов. На каждом этаже располагается 4 блока, в каждом их которых 4 комнаты, где студенты живут по двое.